# Þorbjörn dísarskáld
Þorbjörn dísarskáld (Thorbiorn) fue un escaldo de Islandia del siglo X o siglo XI. Su apodo significa «poeta de la dama» o «poeta de dís», que podría ser alusivo a un poema perdido sobre Freyja. Snorri Sturluson en Skáldskaparmál le denomina Vanadís, «dama de los Vanir» o «dís de los Vanir») o una de los entes dísir.
Solo se ha conservado uno dos fragmentos de su poesía escáldica, in Skáldskaparmál. Dos versos y una estrofa proceden de un poema sobre Thor. La otra estrofa es un listado de gigantes que mató el dios del trueno.
Heriste la cabeza de Keila,
Aplastaste a Kjallandi por completo,
Antes de vencer a Lútr y Leidi,
Derramaste la sangre de Búseyra;
Hiciste retroceder a Hengjankjapta,
Hyrrokkin murió antes;
Sin embargo, antes de la misma forma
La vida de Svívör fue tomada.

—Skáldskaparmál (4), Traducción de Arthur G. Brodeur
Otro fragmento habla del bautismo de un personaje desconocido:
Cargan las crestas de olas del mar,
¿Fue en la fuente bautismal,
dispersor de tesoros, a quien se dio
el más alto favor de Cristo inmaculado?

—Skáldskaparmál (52), Traducción de Arthur G. Brodeur
La autoría de Þorbjörn no está clara para este último pasaje. Si ambos textos son del mismo autor, significaría que Þorbjörn se convirtió al Cristianismo.